# Mpho Links
Mpho Benjamin Links (* 20. Juni 1995) ist ein südafrikanischer Leichtathlet, der sich auf den Hochsprung spezialisiert hat.

## Sportliche Laufbahn
Erste internationale Erfahrungen sammelte Mpho Links 2015 bei den Juniorenafrikameisterschaften in Addis Abeba, bei denen er mit übersprungenen 2,10 m die Silbermedaille gewann. Anschließend nahm er erstmals an der Sommer-Universiade in Gwangju teil und belegte dort mit 2,10 m im Finale den zwölften Platz, ehe er bei den Afrikaspielen in Brazzaville mit 2,13 m auf den sechsten Rang erreichte. Zwei Jahre später erreichte er bei den Studentenweltspielen in Taipeh mit einer Höhe von 2,23 m den siebten Platz. 2018 gewann er bei den Afrikameisterschaften in Asaba mit 2,15 m die Bronzemedaille hinter dem Kenianer Mathew Sawe und seinem Landsmann Chris Moleya. 2019 wurde er bei der Sommer-Universiade in Neapel mit 2,21 m Fünfter und siegte daraufhin bei den Afrikaspielen in Rabat mit übersprungenen 2,20 m. 2022 sicherte er sich dann bei den Afrikameisterschaften in Port Louis mit 2,15 m erneut die Bronzemedaille, diesmal hinter dem Algerier Hichem Bouhanoun und Mike Edwards aus Nigeria. 2024 gewann er bei den Afrikaspielen in Accra mit 2,21 m die Bronzemedaille hinter dem Ghanaer Evans Yamoah und Saad Hammouda aus Marokko.
In den Jahren 2014 und 2015, 2019 sowie 2021 und 2022 wurde Links südafrikanischer Meister im Hochsprung.